# Beatriz García
Beatriz García Bernardos (* 23. April 1970 in Andoain) ist eine ehemalige spanische Fußballspielerin.

## Karriere

### Vereine
García Bernardos begann im Alter von 13 Jahren für den in Donostia / San Sebastián, der Hauptstadt der Provinz Gipuzkoa in der spanischen Autonomen Gemeinschaft Baskenland, ansässigen Añorga KKE mit dem Fußballspielen und gehörte der ersten Mannschaft bis zum Saisonende 1996/97 in der höchsten Spielklasse an. Während ihrer Vereinszugehörigkeit gewann sie mit der Mannschaft je dreimal die Meisterschaft und den nationalen Vereinspokal. Aus beruflichen Gründen begab sie sich nach Barcelona und spielte dort in der Saison 1997/98 für den FC Barcelona in der División de Honor, der seinerzeit unter diesem Namen höchsten Spielklasse im spanischen Frauenfußball. In die Provinz Girona zurückgekehrt, spielte sie vier Jahre lang für den in Figueres ansässigen CF Llers de Figueras (die ersten drei in der División de Honor) und beendete dort im Alter von 32 Jahren ihre Spielerkarriere.

### Nationalmannschaft
García Bernardos kam für die A-Nationalmannschaft von 1988 bis 1998 in Länderspielen zum Einsatz, von denen sie vier während der vom 29. Juni bis zum 12. Juli 1997 in Norwegen und Schweden ausgetragenen Europameisterschaft bestritt. Sie wurde in allen drei Spielen der Gruppe A sowie im mit 1:2 verlorenen Halbfinale gegen die Nationalmannschaft Italiens eingesetzt. Des Weiteren gehörte sie der im Jahr 1993 gegründeten Baskischen Fußballauswahl an.

## Erfolge
Nationalmannschaft
- Halbfinalist Europameisterschaft 1997

Añorga KKE
- Spanischer Meister 1992, 1995, 1996
- Spanischer Pokalsieger 1990, 1991, 1993